# Coussay
Coussay ist eine französische Gemeinde mit 260 Einwohnern (Stand 1. Januar 2022) im Département Vienne in der Region Nouvelle-Aquitaine (vor 2016 Poitou-Charentes); sie gehört zum Arrondissement Poitiers und zum Kanton Loudun (bis 2015 Monts-sur-Guesnes). Die Einwohner werden Cusciacuciens genannt.

## Geographie
Coussay liegt etwa 24 Kilometer westlich von Châtellerault und etwa 33 Kilometer nordnordwestlich von Poitiers. Umgeben wird Coussay von den Nachbargemeinden Saint-Jean-de-Sauves im Norden und Nordwesten, Doussay im Osten sowie Chouppes im Süden und Westen.

## Bevölkerungsentwicklung
| Jahr                      | 1962 | 1968 | 1975 | 1982 | 1990 | 1999 | 2006 | 2013 |
| Einwohner                 | 453  | 363  | 302  | 284  | 264  | 265  | 265  | 245  |
| Quelle: Cassini und INSEE |      |      |      |      |      |      |      |      |

## Sehenswürdigkeiten

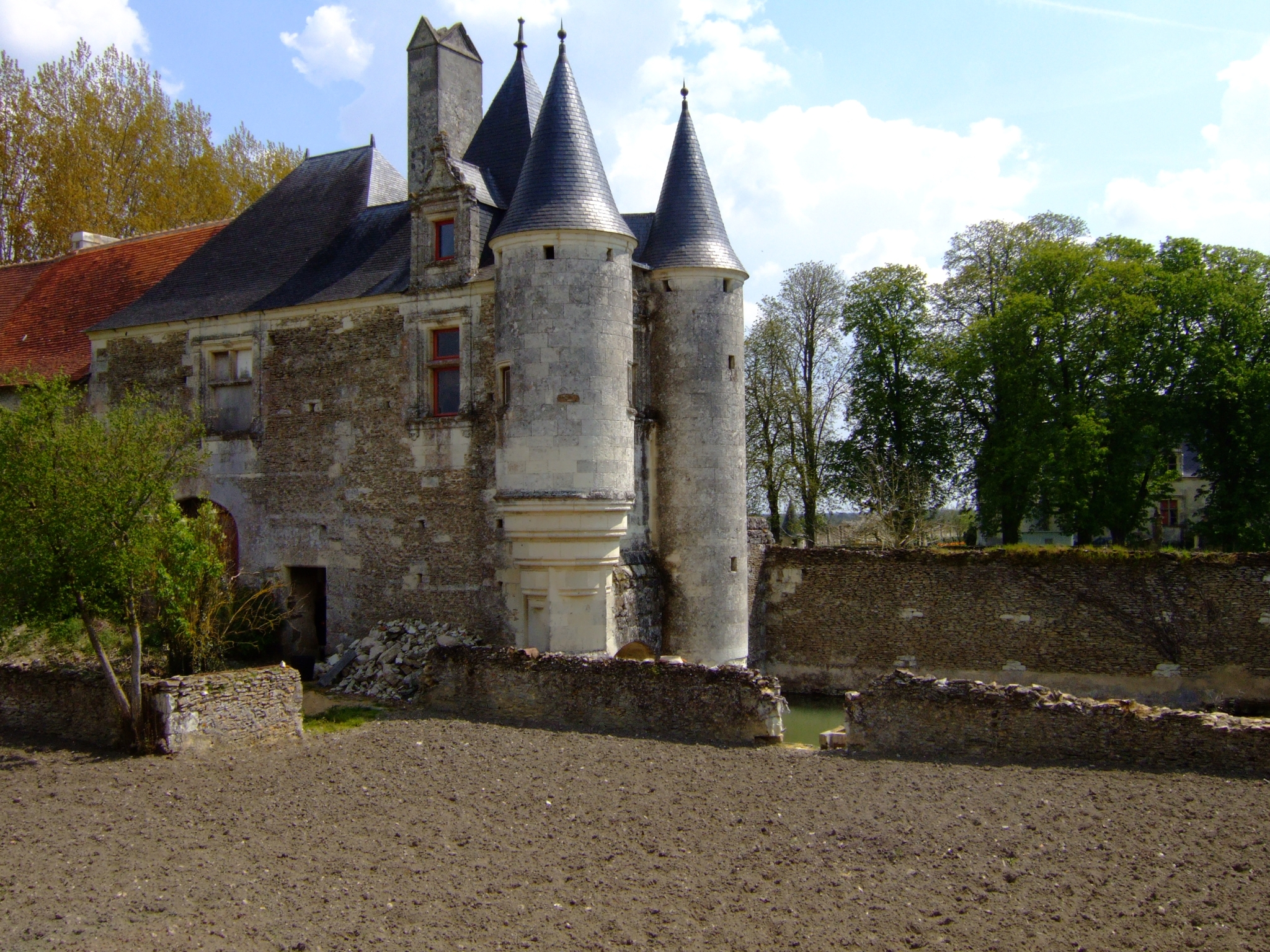
Schloss Coussay

- Kirche Notre-Dame aus dem 11. Jahrhundert, seit 1952 Monument historique
- Schloss La Tourderie, seit 1993 Monument historique
- Schloss Coussay aus dem 16. Jahrhundert, seit 1924 Monument historique